# Michael Woodruff
Sir Michael Francis Addison Woodruff (* 3. April 1911 in Mill Hill, London; † 10. März 2001 in Edinburgh) war ein britischer Chirurg.

## Leben
Woodruff wuchs, nachdem sein Vater, ein Professor für Veterinärmedizin, eine Professur in Melbourne angenommen hatte, in Australien auf, von einem Schuljahr in England ausgenommen. Er studierte zunächst Elektrotechnik und Mathematik an der University of Melbourne, wechselte aber nach dem dritten Jahr trotz guter Erfolge (mit Bachelorabschlüssen 1933) wegen der besseren Berufsaussichten zur Medizin. 1937 erhielt seinen MBBS (Bachelor of Medicine, Bachelor of Surgery). 1941 erhielt er seinen Master of Surgery und ging in die australische Armee. Bei der Eroberung von Singapur geriet er in japanische Gefangenschaft und kam ins Changi-Gefangenenlager in Singapur. Um Mangelernährung vorzubeugen, entwickelte er eine Methode, wichtige Nährstoffe aus landwirtschaftlichen Abfällen, Gras und ähnlichem zu extrahieren. Nach der Rückkehr 1945 setzte er seine Facharztausbildung als Chirurg in Melbourne fort, wobei er nebenbei Pathologie unterrichtete.
1947 ging er nach England, um seine Prüfung als Fellow des Royal College of Surgeons abzulegen, und unterrichtete gleichzeitig an der University of Sheffield. Dort forschte er auch im Labor der Pathologie an Gewebeabstoßung, wobei es zu einer Zusammenarbeit mit Peter Medawar kam. 1948 wurde er Senior Lecturer an der University of Aberdeen und 1953 wurde er Professor für Chirurgie an der University of Otago in Dunedin in Neuseeland. 1957 wurde er schließlich Professor für Chirurgie an der Universität Edinburgh, wo er den Rest seiner Karriere als Chirurg blieb. Dort war unter anderem der später für Forschungen zur Künstlichen Intelligenz bekannte Donald Michie sein Assistent. 1958 wurde er zum Mitglied der Royal Society of Edinburgh gewählt. 1976 ging er an der University of Edinburgh in den Ruhestand. Er forschte danach noch zehn Jahre in Tumorimmunologie an der Clinical and Population Cytogenetics Unit des Medical Research Council.
Am 30. Oktober 1960 führte er die erste Nierentransplantation in Großbritannien aus, an identischen Zwillingen in der Edinburgh Royal Infirmary. Bis zu seinem Ruhestand 1976 folgten 126 weitere Nierentransplantationen.
Unter seinen vielen Untersuchungen und Experimenten zur Gewebeabstoßung und deren Verminderung war auch ein Anti-Lymphozyten-Serum (gegen die eigenen Lymphozyten des Patienten), das noch heute bei Abstoßungsreaktionen nach Transplantationen benutzt wird.
In Edinburgh wurde Ende der 1960er Jahre mit Unterstützung der Nuffield Foundation ein Transplantationszentrum am Western General Hospital eröffnet. 1970 wurde es zwischenzeitlich nach einer schweren Hepatitis B Epidemie, dem auch mehrere Patienten und vier der Angestellten zum Opfer fielen, vorübergehend geschlossen.
1969 erhielt er die Lister-Medaille (Lister Oration: Biological Aspects of Individuality). 1968 wurde er Fellow der Royal Society, deren Vizepräsident er zeitweise war, und 1969 wurde er als Knight Bachelor geadelt. Er war Präsident der Transplantation Society und Ehrenmitglied des American College of Surgeons, der American Surgical Association und des Royal College of Physicians of Edinburgh.
1946 heiratete er Hazel Ashby, mit der er auch wissenschaftlich zusammenarbeitete und mit der er zwei Söhne und eine Tochter hatte. Als Hobby betrieb er Tennis und Segeln, spielte Orgel und Klavier und beschäftigte sich mit Zahlentheorie, in der er sich regelmäßig, aber vergeblich an Fermats Letztem Theorem versuchte.

## Schriften
- Deficiency Diseases in Japanese Prison Camps. M.R.C Special Report No. 274. H.M. Stationery Office, London 1951.
- Surgery for Dental Students. Blackwell, Oxford 1954 (4. Auflage mit H. E. Berry 1984)
- The Transplantation of Tissues and Organs, Charles C. Thomas, Springfield, Illinois 1960
- The One and the Many: Edwin Stevens Lectures for the Laity. Royal Society of Medicine, London 1970.
- On Science and Surgery. Edinburgh University Press, Edinburgh 1976.
- The Interaction of Cancer and Host: Its Therapeutic Significance. Grune Stratton, New York 1980.
- Cellular Variation and Adaptation in Cancer: Biological Basis and Therapeutic Consequences. Oxford University Press 1990.